# BEST 〜first things〜
『BEST 〜first things〜』（ベスト ファーストシングス）は、2005年9月21日に発売された日本の歌手・倖田來未の初のベストアルバム。発売元はrhythm zone。

## 解説
デビュー5周年を記念した自身初のベストアルバム 。1stシングル「TAKE BACK」から18thシングル「Promise/Star」までの5年間に発表された全シングル(両面含む)を完全収録。DVDには上述シングルのミュージック・ビデオ18本が収録されている。ライブDVD『secret 〜FIRST CLASS LIMITED LIVE〜』との同時発売となっている。
初回盤及び通常盤の「2CD+DVD」と「2CD」の4形態でリリースされた。初回盤CDには、6thシングルのカップリング曲「the meaning of peace」(倖田來未&BoA名義のソロバージョン)、DVDにはスペシャルムービーがそれぞれ追加収録されている。この他、スリーブケース仕様、フォトブックが付属されている。
本作のリリースはスタッフの案で決定した。倖田自身は当時ベスト・アルバムのリリースは頭の中になく、これまでシングルが18作リリースされていたことも気づかなかったという。自身が昔の楽曲を聴いてみても楽しむことができ、昔の倖田來未も知ってほしいとリリース当時のインタビューで述べている。活動を振り返りこのベスト・アルバムが区切りではないが、リリースのタイミングは良かったとしている。
本ベスト発売前に「ミリオンヒットが実現したらクラブを開き一日限定でママになります。」と公約をし、ミリオン達成した際には銀座に1日限定で「club 倖田」をオープンし、多くの報道陣やファンを招いた。
2017年9月時点でTSUTAYAにおいて累計190万回以上がレンタルされ、同時点でTSUTAYAにおけるベスト盤のレンタル回数では歴代21位である。
このアルバムリリース直後に12週連続シングルリリースを翌年2月まで行なっており、連続シングルを網羅した『BEST 〜second session〜』(2006年)、連続リリース以降の楽曲から2009年までのシングルとオリジナル・アルバムをハイブリッドさせたデビュー10周年記念アルバム『BEST 〜third universe〜 & 8th AL "UNIVERSE"』(2010年)、2000年から2020年までの楽曲を総括したデビュー20周年記念オールタイム・ベスト『BEST 〜2000-2020〜』(2021年)と続編ベストをリリースしている。

## チャート成績
初動売上が自己最高を記録。ミリオンセラーとなった。その年の女性アーティストの最高セールスとなった。

## 収録曲
- 全曲作詞：Kumi Koda（※特記事項ない限り）

### CD

#### Disc 1
1. NO TRICKS [4:30]
作詞：Kumi koda, Daisuke'D.I'Imai
作曲：Daisuke'D.I'Imai
新曲。ヒップホップチューンの楽曲を作っていなかった為、「Hot Stuff」に続くヒップホップ系のナンバーとして制作。タイトルにはこれまでの音楽活動と今の自分に偽りはないという意味が込められている。メッセージ性を含め、自分のやりたいことを1曲目に持ってきたという[2]。
2. TAKE BACK [4:55]
作曲：Kazuhito Kikuchi
編曲：h-wonder
1stシングル表題曲
3. Trust Your Love [4:27]
作曲：Kazuhito Kikuchi
編曲：h-wonder
2ndシングル表題曲
4. COLOR OF SOUL [4:28]
作詞：Natsumi Watanabe
作曲：Miki Watanabe
編曲：h-wonder
3rdシングル表題曲
5. So Into You [4:32]
作曲：Yasuhiro Abe
編曲：h-wonder
4thシングル表題曲
6. love across the ocean [3:37]
作曲：TSUKASA
編曲：h-wonder
5thシングル表題曲
7. m・a・z・e [4:04]
作詞：Kenn Kato
作曲：Hiroo Yamaguchi
編曲：813、h-wonder
6thシングル表題曲
8. real Emotion [3:59]
作詞：Kenn Kato
作曲：Kazuhiro Hara
編曲：h-wonder
7thシングル表題1曲目
9. 1000の言葉 [6:00]
作詞：Kazushige Nojima
作曲・編曲：Takahiro Eguchi、Noriko Matsueda
7thシングル表題2曲目
本作のみCDでの収録。
10. COME WITH ME [4:36]
作曲・編曲：h-wonder
8thシングル表題曲
11. Gentle Words [3:44]
作曲：D・A・I
編曲：h-wonder
9thシングル表題曲
12. Crazy 4 U [4:06]
作詞・作曲・編曲：Miki Watanabe
10thシングル表題曲

#### Disc 2
1. キューティーハニー [3:06]
作詞：Kuroudo Q
作曲：Takeo Watabe
編曲：h-wonder
11thリカットシングル『LOVE & HONEY』1曲目
2. Chase [4:58]
作曲：Kazuhiro Hara
編曲：h-wonder
12thシングル表題曲
3. 奇跡 [4:58]
作詞：Kumi Koda & Kosuke Morimoto
作曲：Kosuke Morimoto
編曲：Reo Nishikawa
13thシングル表題曲
4. Selfish [3:53]
作詞・作曲・編曲：Miki Watanabe
DVDシングル『girls〜Selfish〜』1曲目
5. hands [4:25]
作曲：Katsumi Onishi
編曲：h-wonder
14thシングル表題曲
6. Hot Stuff feat. KM-MARKIT [4:06]
作詞：Kumi Koda & KM-MARKIT
作曲・編曲：Daisuke'D.I'Imai
15thリカットシングル表題曲
7. Butterfly [4:18]
作曲・編曲：Miki Watanabe
16thシングル表題曲
アルバム初収録。
8. flower [4:38]
作詞：Yoshi
作曲・編曲：y@suo ohtani
17thシングル表題曲
アルバム初収録。
9. Promise [4:47]
作曲・編曲：Daisuke'D.I'Imai
18thシングル表題1曲目
アルバム初収録。
10. Star [4:05]
作曲：Kousuke Morimoto
編曲：h-wonder
18thシングル表題2曲目
アルバム初収録。
11. the meaning of peace [5:18]
作詞・作曲・編曲：Tetsuya Komuro
初回盤のみ収録のボーナストラック。
5thシングルカップリング曲
アルバム初収録。

### DVD
1. TAKE BACK
2. Trust Your Love
3. COLOR OF SOUL
4. So Into You
5. love across the ocean
6. m・a・z・e
7. real Emotion
8. COME WITH ME
9. Gentle Words
10. Crazy 4 U
11. キューティーハニー
12. Chase
13. 奇跡
14. Selfish
15. hands 〜single version〜
16. Hot Stuff feat.KM-MARKIT
17. Butterfly
18. Promise
19. Special Mix Video from BEST 〜first things〜
初回盤のみ収録のボーナス映像。

## タイアップ (新曲のみ)
- ミューモCFソング (Disc 1、#1)

## 収録ライブ映像 (新曲のみ)
- NO TRICKS
  - 『LIVE TOUR 2005 〜first things〜 deluxe edition』
    - 『BEST 〜second session〜』(LIMITED EDITIONのみ付属)